# Lorenzo Baraldi
Lorenzo Baraldi all'anagrafe Gianlorenzo Baraldi (Parma, 30 ottobre 1940) è uno scenografo, costumista e produttore cinematografico italiano.
Per il film Il Marchese del Grillo di Mario Monicelli ha ottenuto il Nastro d'argento alla migliore scenografia e il David di Donatello per il miglior scenografo.

## Carriera
Lorenzo Baraldi ha studiato nella sezione di scenografia all'Istituto d'Arte Paolo Toschi di Parma e poi al corso di scenografia presso l'Accademia di Belle Arti di Brera a Milano. Fu docente di scenografia all'Accademia di Belle Arti di Viterbo dal 1993 al 1995, al Centro Sperimentale di Cinematografia dal 1994 al 1995, all'Accademia di Costume e Moda di Roma dal 1995 al 1998, all'Associazione Scenografi Costumisti e Arredatori dal 1998 al 1999, all'Istituto europeo di design (I.E.D.) nell'anno accademico 2005-2006, e nei Campus per studenti d'arte del Sannio Film Festival negli anni 2008 e 2009. Ha tenuto una serie di lezioni-stage su scenografia e scenotecnica all'Istituto d'Arte Paolo Toschi di Parma nell'inverno 1996 e nel 2000-2001.
Baraldi ha cominciato la sua carriera nel mondo del cinema come arredatore per il film Tepepa (1968) diretto da Giulio Petroni. Ha curato le scenografie di vari film di Mario Monicelli, tra i quali Le rose del deserto, Le due vite di Mattia Pascal, Bertoldo, Bertoldino e... Cacasenno, Amici miei - Atto IIº, Il marchese del Grillo, Temporale Rosy, Viaggio con Anita, Un borghese piccolo piccolo, Signore e signori, buonanotte e Amici miei. Ha anche lavorato per la Tv, firmando le scenografie delle miniserie Il bell'Antonio e Al di là delle frontiere di Maurizio Zaccaro, Luisa Sanfelice, di Paolo e Vittorio Taviani, e La guerra è finita di Lodovico Gasparini.
Baraldi ha anche lavorato con registi stranieri, tali il francese Georges Lautner per il film Le guignolo (1980) e lo scozzese Michael Radford per il film Il postino (1994).
Baraldi ha una passione per la ricostruzione di ambienti storici. Per il film Le rose del deserto ha ricostruito l'accampamento di un reparto del corpo sanitario del Regio Esercito durante la Seconda Guerra Mondiale. Per il film Il bell'Antonio ha ricostruito molte ambientazioni della Catania dei primi anni '60. Per la miniserie televisiva La guerra è finita ha ricostruito esterni e interni del secondo conflitto mondiale e del periodo fascista. Anche il film Fuga sul Kenya si svolge durante la Guerra. Per I cavalieri che fecero l'impresa, Lorenzo Baraldi ha ricostruito il Monastero di St. Denis nel 1272. Il film Il postino è ambientato nel 1952 in una piccola isola del Mediterraneo che ha dato asilo politico al poeta cileno Pablo Neruda, dove Baraldi a per gran parte ricostruito un villaggio di pescatori con tanto di scalinata per l'accesso alla spiaggia e degli interni dell'ufficio postale del paese e dell'abitazione di Neruda.
Ha anche lavorato nel campo della pubblicità (per esempio: cucine Scavolini, pasta Voiello, profumi Impulse, ceramiche Sassuolo, dolci Sperlari, acque Fiuggi, San Bitter, Made in Italy).
Per il centro culturale dell'Alhóndiga Bilbao (Spagna) Lorenzo Baraldi è stato chiamato a concertare la realizzazione delle 43 colonne che adornano l'atrio. La storia della nascita di queste 43 colonne viene narrata nel film documentario omonimo del 2010.

## Filmografia

### Produttore
- 43 Colonne in scena a Bilbao (2010), documentario diretto da Leonardo Baraldi ed Eleonora Sarasin

### Scenografo
- La notte che Evelyn uscì dalla tomba (1971), regia di Emilio P. Miraglia
- I due assi del guantone (1971), regia di Mariano Laurenti
- La dama rossa uccide sette volte (1972), regia di Emilio P. Miraglia
- Tony Arzenta - Big Guns (1973), regia di Duccio Tessari
- Sessomatto (1973), regia di Dino Risi
- Romanzo popolare (1974), regia di Mario Monicelli
- Profumo di donna (1974), regia di Dino Risi
- Amici miei (1975), regia di Mario Monicelli
- Signore e signori, buonanotte (1976), regia di Mario Monicelli
- Un borghese piccolo piccolo (1977), regia di Mario Monicelli
- Dove vai in vacanza? (1978), in tre episodi, regia di Mauro Bolognini, segmenti "Le vacanze intelligenti" e "Sarò tutta per te"
- Viaggio con Anita (1979), regia di Mario Monicelli
- Temporale Rosy (1980), regia di Mario Monicelli
- I seduttori della domenica (1980), in quattro episodi, segmento 4 "Roma (Armando's Notebook)", regia di Dino Risi
- Io e Caterina (1980), regia di Alberto Sordi
- Nudo di donna (1981), regia di Nino Manfredi
- Il marchese del Grillo (1981), regia di Mario Monicelli
- Amici miei - Atto IIº (1982), regia di Mario Monicelli
- Grog (1982), regia di Francesco Laudadio
- Io so che tu sai che io so (1982), regia di Alberto Sordi
- Storia di Piera (1983), regia di Marco Ferreri
- Bertoldo, Bertoldino e... Cacasenno (1984), regia di Mario Monicelli
- Le due vite di Mattia Pascal (1985), regia di Mario Monicelli
- Joan Lui - Ma un giorno nel paese arrivo io di lunedì (1985), regia di Adriano Celentano
- La coda del diavolo (1986), regia di Giorgio Treves
- I giorni randagi (1988), regia di Filippo Ottoni
- La più bella del reame (1989) regia di Cesare Ferrario
- Musica per vecchi animali (1989), regia di Stefano Benni insieme a Umberto Angelucci
- Errore fatale (1991), film televisivo, regia di Filippo De Luigi
- Caldo soffocante (1991), regia di Giovanna Gagliardo
- Piedipiatti (1991), regia di Carlo Vanzina
- Piazza di Spagna, regia di Florestano Vancini - miniserie TV (1992)
- Condannato a nozze (1993), regia di Giuseppe Piccioni
- Il postino (1994), regia di Michael Radford
- Palla di neve (1995), regia di Maurizio Nichetti
- Carogne (1995), regia di Enrico Caria
- Bruno aspetta in macchina (1996), regia di Duccio Camerini
- Favola (1996), Tv, regia di Fabrizio De Angelis
- Gli eredi (Les héritiers) (1997), Tv, regia di Josée Dayan
- Trenta righe per un delitto (1998), miniserie televisiva, regia di Lodovico Gasparini
- Frigidaire - Il film (1998), regia di Giorgio Fabris
- Baci e abbracci (1999), regia di Paolo Virzì
- Amore a prima vista (1999), regia di Vincenzo Salemme
- Rosa e Cornelia (2000), regia di Giorgio Treves
- I cavalieri che fecero l'impresa (2001), regia di Pupi Avati
- Resurrezione (2001), miniserie televisiva, regia di Paolo e Vittorio Taviani
- La guerra è finita (2002), miniserie televisiva, regia di Lodovico Gasparini
- Luisa Sanfelice (2004), miniserie televisiva, regia di Paolo e Vittorio Taviani
- Al di là delle frontiere (2004), Tv, regia di Maurizio Zaccaro
- Il bell'Antonio (2005), miniserie televisiva, regia di Maurizio Zaccaro
- Le rose del deserto (2006), regia di Mario Monicelli
- Fuga sul Kenya (2008), regia di Gabriele Iacovone, tratto dall'omonimo libro
- Trilussa - Storia d'amore e di poesia (2013), regia di Lodovico Gasparini

### Architetto-scenografo
- La notte che Evelyn uscì dalla tomba (1971), regia di Emilio P. Miraglia
- Vogliamo i colonnelli (1973), regia di Mario Monicelli
- Tony Arzenta - Big Guns (1973), regia di Duccio Tessari
- Romanzo popolare (1974), regia di Mario Monicelli
- L'anatra all'arancia (1975), regia di Luciano Salce
- Pummarò (1990), regia di Michele Placido
- Baci e abbracci (1999), regia di Paolo Virzì
- Honolulu Baby (2001), regia di Maurizio Nichetti
- Volesse il cielo! (2002), regia di Vincenzo Salemme
- Il bell'Antonio (2005), miniserie televisiva, regia di Maurizio Zaccaro

### Arredatore
- Tepepa (1968), regia di Giulio Petroni
- T'ammazzo! - Raccomandati a Dio (1968), regia di Osvaldo Civirani
- La moglie del prete (1971), regia di Dino Risi
- I due assi del guantone (1971), regia di Mariano Laurenti
- L'uccello migratore (1972), regia di Steno
- Tony Arzenta - Big Guns (1973), regia di Duccio Tessari
- Caro Michele (1976), regia di Mario Monicelli
- Le Guignolo (1980), regia di Georges Lautner

### Costumista
- La notte che Evelyn uscì dalla tomba (1971), regia di Emilio P. Miraglia
- Continuavano a chiamarli i due piloti più matti del mondo (1972), regia di Mariano Laurenti
- La dama rossa uccide sette volte (1972), regia di Emilio P. Miraglia
- Signore e signori, buonanotte (1976), regia di Mario Monicelli

## Mostre scenografiche
- 1995: Ieri Oggi e Domani: cento anni di cinema italiano, Villa Pamphili, Roma
- 1995: La Città del Cinema: la Mostra del Cinema Italiano, Ente Cinema Cinecittà, Roma
- 1996: Costruttori d'incantesimi, Accademia di Costume e Moda di Roma
- 2002: Annecy cinéma italien, scenografi e costumisti italiani, Annecy
- 2003: Costruttori di sogni, Roma
- 2003: Il Cinema arte della presenza, Roma
- 2007: Cinema, come nasce un sogno (Scuderie Aldobrandini, Frascati)
- 2009: L'immagine del sogno (Sannio FilmFest)

## Riconoscimenti

### Per i film
- Il Marchese del Grillo:
  - 1982: David di Donatello per il miglior scenografo
  - 1982: Nastro d'argento alla migliore scenografia
- Il postino:
  - 1994: Premio Festival del cinema italiano, scenografia
  - 1996: Time for Peace Award, miglior scenografia
- Resurrezione:
  - 2002: Premio San Giorgio d'Oro al Festival di Mosca
- Le rose del deserto :
  - 2007: Premio Capitello d'Argento al Sannio Film Festival, miglior scenografia
  - 2007: Premio la Chioma di Berenice, miglior scenografia

### Per la carriera
- 2004: Premio Giovanni Pastrone per la Carriera, ad Asti[10].